# Fort Clatsop

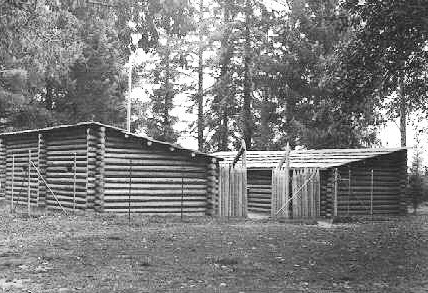
Replika tábořiště před jejím dokončením v roce 1955.

Fort Clatsop bylo tábořiště expedice Lewise a Clarka v Oregonu, nedaleko ústí řeky Columbie do Pacifiku, která sloužila expedici v zimě 1805/06. Nacházela se na břehu řeky Lewise a Clarka a byla posledním táborem expedice před návratem do St. Louis.
Památka je nyní chráněna jako část národních a státních historických parků Lewise a Clarka a je také známa jako Národní památník Fort Clatsop. Replika tábořiště byla zhotovena v roce 1955, při jejím stopadesátém výročí, po padesáti letech stavby. V říjnu 2005 byla zničena požárem, jen pár týdnů před jejím dvoustým výročím. Nová replika, která měla prostší vzhled, byla postavena zhruba sedmi sty dobrovolníky v roce 2006 a na začátku prosince téhož roku měla dedikační ceremoniál.

## Historie
Tábořiště bylo pojmenováno po indiánském kmeni Klacopů a jeho stavba začala 9. prosince 1805. Dva dny před Vánocemi téhož roku se už kapitáni mohli nastěhovat do jejich bytu, který stále nebyl zastřešený. Původní plot byl malý, úzký a dřevěný, což napovídalo, že se nejedná o žádnou obrannou konstrukci. Stavebníci na tom ale byli dost bídně, jelikož zima byla krutá a vlhká. Předchozí zimu strávili na Velkých planinách, na území dnešní Severní Dakoty, kde strávili mnoho času s indiánským kmenem Mandanů. Jejich vztah s Klacopy byl spíše obchodně orientovaný. Tábořiště bylo otevřeno obchodům pouze 24 dní v celé zimě.
Expediční deníky nenabízí přesné plány tábořiště, navíc se náčrty seržanta Johna Ordwaye a kapitána Williama Clarka od sebe liší. Clarkův plán je více uznávaný vzhledem k jeho pozici a roli při stavbě tábořiště.
Oblast, kterou průzkumnící osídlili patřila indiánskému kmenu Klacopů, kteří před příchodem Lewise a Clarka často obchodovali s jinými evropskými obchodníky. Díky předchozím zkušenostem tak dokázali průzkumníkům prodat celkem laciné šperky za dobrou cenu. Klacopové ale i jinak obchodovali s průzkumníky za zboží, služby či informace.
Místo tábořiště vybral kapitán Meriwether Lewis a stavba probíhala v prosinci, než se průzkumníci mohli nastěhovat kolem Štědrého dne 1805. Zůstali zde tři měsíce, než 23. března 1806 odešli domů.
Původní tábořiště se rozpadlo kvůli mokrému počasí, které v oblasti panuje, ale bylo rekonstruováno v roce 1955 podle náčrtů kapitána Clarka. Momentálně je provozováno Správou národních parků.

### Požár v roce 2005
Pozdě večer 3. října 2005 zničil požár repliku tábořiště. Federální, státní i místní zástupci okamžitě slíbili její opravu. Operátorovo trvání na tom, že se jedná jen o mlhu nad řekou Lewise a Clarka zpozdilo příjezd hasičů asi o patnáct minut, což ovlivnilo jejich schopnost zachránit stavbu. Vyšetřovatelé nenašli žádné důkazy o žhářství. Požár začal v jednom z bytů, ve kterém byl dříve toho dne rozdělaný oheň.
Náhrada byla zhotovena v prosinci 2006. Navzdory ztrátám se podařilo místu obnovit archeologický zájem, jelikož když replika stála, tak nemohli na místě kopat. Navíc byla nová replika postavena s použitím informací, které nebyly v roce 1955 o původním tábořišti dostupné. Také používá nový požární systém.